# Pedro Juan Caballero (Paraguai)
Pedro Juan Caballero és una ciutat de l'est del Paraguai, limítrof amb el Brasil, i capital del departament d'Amambay. Es troba a 536 km d'Asunción, la capital del país.

## Població
Segons les dades del cens del 2002, Pedro Juan Caballero tenia una població urbana de 64.592 habitants (88.189 al districte).

## Història
Aquesta zona del país no va ser habitada fins al final de la Guerra de la Triple Aliança. Es va aprofitar el terreny per a la plantació d'herba mate. El 1901, el poblat va ser considerat districte. El nom ve de Pedro Juan Caballero, heroi de la independència del Paraguai. Durant la segona meitat del segle xx, la ciutat es va desenvolupar ràpidament atès a la seva condició de mercat fronterer.